# Tempio di Talamonaccio
Il tempio di Talamonaccio era un tempio etrusco risalente alla fine del IV secolo a.C. situato su poggio Talamonaccio, nei pressi di Fonteblanda e Talamone, frazioni di Orbetello, nella provincia di Grosseto, in Toscana.
Ne rimangono dei ruderi.

## Storia
Il tempio di Talamonaccio fu fondato durante il periodo ellenistico etrusco, contemporaneamente alle lotte finali tra le città etrusche e Roma, ed è stato usato anche dopo la conquista romana.

## Descrizione
Il tempio etrusco, posto su un alto basamento di pietra (podio), era chiuso sul retro come tutti i templi etruschi. La cella che ospitava la statua della divinità era preceduta da un portico con colonne (pronao). Il tetto a due falde era costituito da travi di legno ricoperte da tegole e coppi. Le parti lignee esposte alle intemperie erano protette da decorazioni in terracotta (acroteri e antefisse) fissate ai supporti con chiodi.
Sulla facciata posteriore si trovava il famoso frontone del 150 a.C., raffigurante la battaglia fratricida tra Eteocle e Polinice, figli del re Edipo, in lotta per il possesso della città di Tebe (questo frontone, in parte ricostruito, è esposto a Orbetello).
Della decorazione della facciata anteriore rimangono solo alcuni frammenti non ricostruibili.